# Венедикт (Поляков)
Архиепископ Венедикт (в миру Владимир Георгиевич Поляков; 15 июля 1884, Кишинёв — 6 декабря 1963, там же) — епископ Русской православной церкви, архиепископ Житомирский и Овручский.

## Биография
Родился в 1884 году в семье иконостасного мастера. Окончил Кишинёвское духовное училище и Кишинёвскую духовную семинарию в 1905 году.

### Священник
В ноябре 1905 года рукоположён в сан диакона, а затем — в сан священника. Был настоятелем церкви в селе Баламутовка, в 1908—1910 — в селе Шолданешты Кишинёвской епархии.
В 1914 году окончил Киевскую духовную академию со степенью кандидата богословия.
В 1914—1919 годы — инспектор и законоучитель женского епархиального училища в Белгороде.
С 1920 был законоучителем женского [епархиального училища в Симферополе и настоятелем церкви при училище, затем служил в Успенской церкви города Старый Крым.
С 1922 — протоиерей, настоятель Александро-Невского собора в Феодосии (избран верующими), неоднократно подвергался арестам.
В 1923 служил в Никольской церкви в Одессе.

### Служение в Молдавии
С 1923 года — священник русской Ольгинской церкви в Кишинёве, который тогда входил в состав Румынии (СССР этого не признавал). Выступал в защиту прав русского населения, был последовательным сторонником церковнославянского богослужебного языка и юлианского календаря.
В 1925—1927 служил в Таборском Успенском женском монастыре.
В 1927 году арестован румынскими властями и выслан из страны. Был настоятелем русских храмов в Сербии, Франции, Италии.
В 1930 году добился отмены решения о высылке и вернулся в Кишинёв, где стал настоятелем русской Серафимовской церкви, продолжив активную общественную деятельность, за что подвергался преследованиям со стороны румынских гражданских и церковных властей (последние даже рассматривали вопрос о лишении его сана).
С 1935 года — руководитель Союза русского меньшинства в Румынии.

### Деятельность во время Второй мировой войны
После вхождения Бессарабии в состав СССР в июне 1940 года протоиерей Владимир Поляков был назначен настоятелем Всехсвятской старокладбищенской церкви города Кишинёва в юрисдикции Русской православной церкви. Во время Великой Отечественной войны и оккупации Кишинёва тайно служил дома, поминал митрополита Сергия (Страгородского), молился о даровании победы русскому воинству. Неоднократно арестовывался румынскими оккупационными властями.
После освобождения Красной армией Кишинёва в 1944 году вновь стал настоятелем Всехсвятской старокладбищенской церкви.
В 1945 году был участником Поместного Собора Русской Православной Церкви.

### Архиерей
15 февраля 1947 году в Троице-Сергиевой Лавре наместником Лавры архимандритом Иоанном (Разумовым) был пострижен в монашество с именем Венедикт.
17 февраля иеромонах Венедикт Патриархом Алексием I возведён в сан архимандрита и в тот же день 17 февраля в зале заседаний Священного Синода было совершено наречение архимандрита Венедикта в сан епископа Кишинёвского и Молдавского.
18 февраля 1947 года в Воскресенской церкви, что в Брюсовском переулке г. Москвы была совершена хиротония архимандрита Венедикта в сан епископа Кишинёвского и Молдавского. Хиротонию совершали: Патриарх Московский и всея Руси Алексий I, Экзарх Московской Патриархии Митрополит Серафим (Лукьянов) и епископ Рязанский и Касимовский Иероним (Захаров).
С 3 июня 1948 года — епископ Ивановский и Кинешемский.
25 февраля 1953 года возведён в сан архиепископа.
Открывал храмы, организовал в епархии пастырские курсы, что привело к конфликту с уполномоченным Совета по делам Русской православной церкви и вынужденному переводу в Житомир.
С 23 июля 1956 году — архиепископ Житомирский и Овручский. В проповедях критиковал усиливавшуюся антирелигиозную кампанию. Свою позицию он объяснял прямо: «Наше положение подобно такому: человека связали по рукам и ногам, бьют его, поносят в печати, по радио, называют мракобесом и ты не имеешь возможности, будучи связанным, даже отмахнуться. Церковный амвон единственное место, где мы, духовенство, должны дать отпор наступающим на веру. Я честно служу церкви и буду защищать веру».
8 сентября 1958 года уволен на покой. По некоторым данным причиной этого стала публикация в западном журнале статьи с критикой закрытия церквей в СССР. Жил в Кишинёве под домашним арестом.
Скончался 6 декабря 1963 года в Кишинёве.